# Antonio Beltrán Rodríguez
Antonio Beltran Rodríguez,"Nono" (Sevilla, 20 de junio de 1981), es un exjugador de rugby internacional español.
Se desempeñaba en el campo en la posición de  Medio melé.

## Biografía
Nace el 20 de junio de 1981 en Sevilla y tras su paso por las categorías inferiores del San Jerónimo, club en el cual se formó, pasó al Universidad de Sevilla, club con el que debutó en la máxima categoría del rugby español siendo aún junior. Tras ello, recaló en el Madrid 2012 (actúalmente CRC Madrid), con el que consiguió la Copa del Rey de Rugby del 2003. Tras ello, emigró al rugby francés recalando en el equipo Club Athletique Bègles-Bordeaux Gironde (CABBG) conocido ahora como Union Bègles Bordeaux o Bordeaux Rugby Métropole de la Fédéral 1 (recién descendido ese año tras perder la máxima categoría del rugby galo por primera vez el año anterior por problemas financieros). Tras un tiempo en la disciplina de este equipo, pasa en la temporada 2004-2005 a engrosar las filas del Racing Métro 92 de la Pro D2 francesa (segunda división profesional del país vecino) con el que juega un total de 9 partidos de los cuales 5 de ellos los hace de titular. La temporada siguiente "Nono" recala en el Domont de la Fédéral 1, con el que disputa 9 partidos (6 de titular) y con el que consigue clasificarse para el Trofeo Jean Prat, que da acceso al ascenso de categoría mediante un sistema de Play-Off, aunque no participa en ninguno de los encuentros. Sin embargo, al año siguiente, ya en la disciplina del Bobigni 93 tras jugar 9 partidos (5 de titular) de Fédéral 1, participa en cinco partidos, en todos como titular, para conseguir el ascenso y el Trophée Jean Prat; aunque, finalmente no lo consiguen tras perder dos de los cinco partidos.
La temporada, 2008-2009, tras un comienzo de temporada en el que no tenía equipo por motivos extradeportivos, ha pasado a engrosar las filas del Cajasol Ciencias de la ciudad de Sevilla, aunque mientras tanto estuvo entrenando con los jugadores del club sevillano Helvetia Rugby.

## Carrera profesional
Antonio Beltrán, ha militado en distintos equipos españoles y franceses desde su ascenso desde juveniles a la categoría sénior, destacando en todos ellos por su calidad.
Nono, también ha participado en varias concentraciones de la selección nacional y andaluza absoluta, jugando varios partidos con ambas.

### Clubes
| Temporada(s) | Club                         |
| ------------ | ---------------------------- |
| 2002-2003    | Madrid 2012                  |
| 2003-2004    | C.A Bourdeaux-Bègles-Gironde |
| 2004-2006    | Racing Métro 92              |
| 2006-2007    | Domond                       |
| 2007-2008    | Bobigni 93                   |
| 2008-2009    | Cajasol Ciencias             |
| 2009-2010    | RCA Cergy-Pontoise           |

### Selecciones
Su debut internacional con la selección nacional, fue el 25 de noviembre de 2001 frente a Sudáfrica.
Asimismo, ha sido convocado con la selección andaluza jugando con ella en varias ocasiones.

## Palmarés

### Clubes
- 1 Copa del Rey con el Madrid 2012.

### Selección nacional
Hasta el 31 de diciembre de 2005, tiene:
- 17 internacionalidades con la selección española de rugby.

Distribuidas:
- Selección por año: 7 en 2002, 4 en 2003, 3 en 2004, 3 en 2005.